# Trent Bridge
Il Trent Bridge è uno stadio di cricket situato nel sobborgo West Bridgford di Nottingham, nel Nottinghamshire in Inghilterra. È uno degli stadi più antichi del mondo di questa disciplina ed è tuttora una dei più prestigiosi godendo dello status di Test cricket ground e avendo ospitato partite di diverse edizioni Coppa del Mondo di cricket. È inoltre sede costante delle edizioni del The Ashes disputate in Inghilterra.